# 邓云度
邓云度（1929年—），男，江苏无锡人，中国兵器化学与化工专家，曾任中国人民解放军防化研究院研究员、博士生导师。